# Soldato
Soldato é um made man, um "homem feito" da Cosa Nostra, e também o cargo mais baixo dentro da Máfia.

## Iniciação
Tradicionalmente, para se tornar um soldato o neófito tem que ser 100% italiano ou descendente de italiano - embora nos EUA esta tradição não é mais estritamente seguida; exemplos como John Gotti, Jr., cuja mãe era meio russa e meio judia, e "Cadillac Frankie" Salemme, chefe da Máfia de Providence, Rhode Island, EUA, que era meio irlandês. Ao contrário, o gangster judeu Chris Rosenberg sempre quis ser um membro da Família Gambino, mas não lhe era permitido. Geralmente, um "homem feito" deve ter se envolvido em assassinatos, embora assassinatos cometidos por motivos pessoais não contam; para ser considerado, ele "que fazer seus ossos" por ordem de uma Família da Máfia.
Cometer o primeiro contrato de assassinato é chamado de "fazer seus ossos" (para se tornar "homem feito"). Até os anos de 1980, exceções foram feitas em relação a isso para alguém ser introduzido numa Família; até o caso Donnie Brasco, que revelara que a Máfia quase iniciara o agente infiltrado Joseph Pistone. Por isso, voltou com total rigor a regra de "fazer ossos" antes de alguém ser "feito".
Quando um não-iniciado é apresentado por outro iniciado a outros "homens feitos", ele é chamado de "amigo meu". Se um iniciado é apresentado por outro iniciado, ele é chamado de "amico nostro" ou "amigo nosso" - isso serve para mostrar se negócios podem ser discutidos abertamente com ele ou não. Os " homens feitos" ou "iniciados" são os únicos que podem se subir na hierarquia da Máfia, de Soldato a Caporegime (ou também chamado de Capitão ou Capo), a Consigliere (o Conselheiro), a Sottocapo (o Subchefe), e a Chefe (Capofamilgia ou Capomandamento).